# الیزابت موهن
الیزابت موهن (انگلیسی: Liz Mohn؛ زادهٔ ۲۱ ژوئن ۱۹۴۱) کارآفرین و سرمایه‌دار اهل آلمان است. وی همچنین برندهٔ جوایزی همچون نشان افتخار شایستگی جمهوری فدرال آلمان و لژیون دونور شده‌است.